# Brittiska samväldesspelen 1970
Brittiska samväldesspelen 1970 (engelska: IX British Commonwealth Games) hölls i Skottlands huvudstad Edinburgh mellan 16 och 25 juli 1970. Det var första gången Skottland stod värd för spelen, och första gången Elizabeth II närvarade vid spelen i egenskap av Samväldets överhuvud. Det var även första gången metersystemet användes för samtliga distanser och elektroniskt målfoto introducerades.

## Förberedelser

### Omröstning
Skottlands kampanj för att få arrangera samväldesspelen började på allvar vid Commonwealth Games Federations möte i Melbourne i samband med olympiska sommarspelen 1956. Det var dock först vid mötet under olympiska sommarspelen 1964 i Tokyo som Skottland tilldelades spelen 1970 efter en omröstning där de fick 18 röster mot Nya Zeelands 11.

### Ekonomi
Organisationskommitten för spelen ställdes inför problemet att det beräknades kosta 500 000 pund att genomföra arrangemanget, men den beräknade biljettförsäljningen förväntades enbart uppgå till 300 000 pund. En fond med syfte att samla in 200 000 pund startades i början av december 1967.

## Sporter
Vid brittiska samväldesspelen 1970 tävlades det i 121 grenar i 10 sporter. Bowls återinfördes på programmet efter att ha ställts in på grund av brist på lämpliga spelplatser 1966, och sportskytte togs bort.
| Badminton Bowls Boxning Brottning Cykelsport Friidrott | Fäktning Simsport Simhopp Simning Tyngdlyftning |

## Medaljfördelning
Totalt delades 375 medaljer ut (121 guld, 121 silver och 133 brons) och av de 42 deltagande nationerna och territorierna tog 27 minst en medalj och 16 minst ett guld.
| Nr | Nation                         | Guld | Silver | Brons | Totalt |
| -- | ------------------------------ | ---- | ------ | ----- | ------ |
| 1  | Australien                     | 36   | 24     | 22    | 82     |
| 2  | England                        | 27   | 25     | 32    | 84     |
| 3  | Kanada                         | 18   | 24     | 24    | 66     |
| 4  | Skottland                      | 6    | 8      | 11    | 25     |
| 5  | Kenya                          | 5    | 3      | 6     | 14     |
| 6  | Indien                         | 5    | 3      | 4     | 12     |
| 7  | Pakistan                       | 4    | 3      | 2     | 9      |
| 8  | Jamaica                        | 4    | 2      | 1     | 7      |
| 9  | Uganda                         | 3    | 3      | 1     | 7      |
| 10 | Nordirland                     | 3    | 1      | 5     | 9      |
| 11 | Nya Zeeland                    | 2    | 6      | 6     | 14     |
| 12 | Wales                          | 2    | 6      | 4     | 12     |
| 13 | Ghana                          | 2    | 3      | 2     | 7      |
| 14 | Nigeria                        | 2    | 0      | 0     | 2      |
| 15 | Malaysia                       | 1    | 1      | 1     | 3      |
| 16 | Hongkong                       | 1    | 0      | 0     | 1      |
| 17 | Trinidad och Tobago            | 0    | 4      | 3     | 7      |
| 18 | Zambia                         | 0    | 2      | 2     | 4      |
| 19 | Singapore                      | 0    | 1      | 1     | 2      |
| 20 | Barbados                       | 0    | 1      | 0     | 1      |
| 20 | Tanzania                       | 0    | 1      | 0     | 1      |
| 22 | Fiji                           | 0    | 0      | 1     | 1      |
| 22 | Gambia                         | 0    | 0      | 1     | 1      |
| 22 | Guyana                         | 0    | 0      | 1     | 1      |
| 22 | Isle of Man                    | 0    | 0      | 1     | 1      |
| 22 | Malawi                         | 0    | 0      | 1     | 1      |
| 22 | Saint Vincent och Grenadinerna | 0    | 0      | 1     | 1      |

## Deltagande nationer

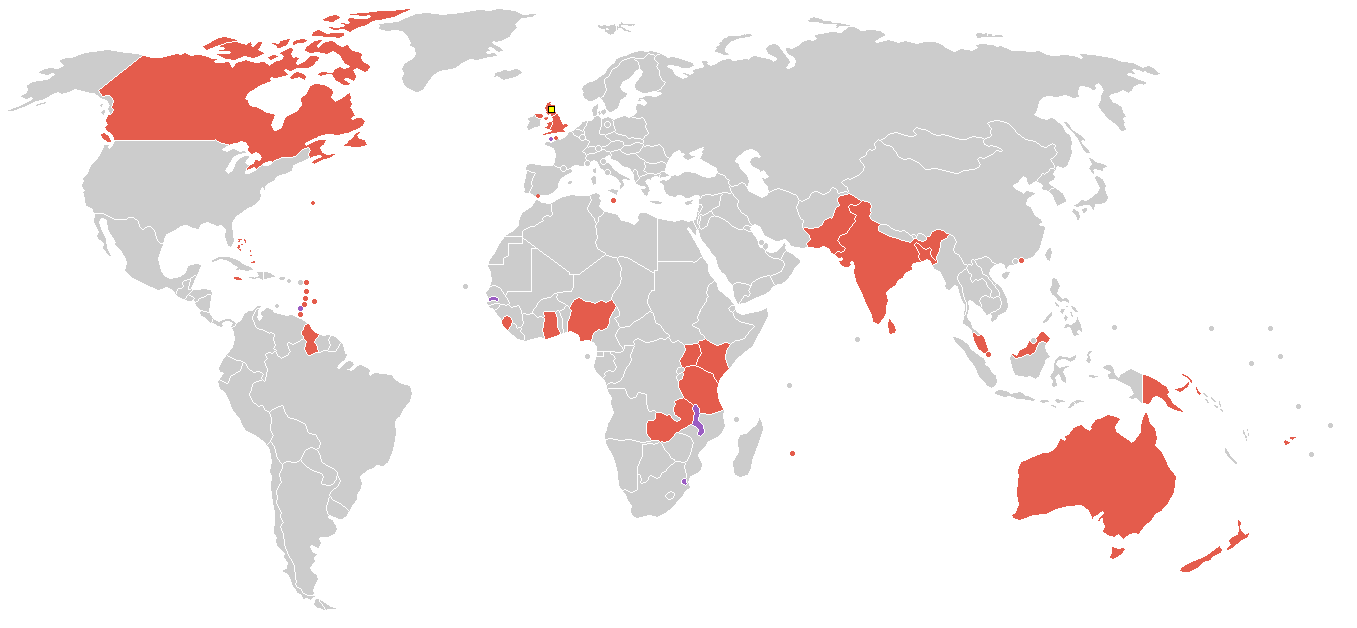
Deltagande länder och territorier i rött.

Totalt deltog 1 774 idrottare och funktionärer från 42 nationer i spelen. Från början hade 44 nationer bjudits in men Brittiska Honduras och Brunei valde att inte skicka något lag.
- Antigua och Barbuda
- Australien
- Bahamas
- Barbados
- Bermuda
- Ceylon
- Dominica
- England
- Fiji
- Gambia
- Ghana
- Gibraltar
- Grenada
- Guernsey
- Guyana
- Hongkong
- Indien
- Isle of Man
- Jamaica
- Jersey
- Kanada
- Kenya
- Malawi
- Malaysia
- Malta
- Mauritius
- Nigeria
- Nordirland
- Nya Zeeland
- Pakistan
- Papua Nya Guinea
- Saint Lucia
- Saint Vincent och Grenadinerna
- Sierra Leone
- Singapore
- Skottland
- Swaziland
- Tanzania
- Trinidad och Tobago
- Uganda
- Wales
- Zambia